# Pucz monachijski
Pucz monachijski (niem. Hitlerputsch – pucz Hitlera, Hitler-Ludendorff-Putsch – pucz Hitlera-Ludendorffa, Bürgerbräu-Putsch – pucz w Bürgerbräu), zwany też puczem piwiarnianym – nieudana próba przeprowadzenia zamachu stanu w Republice Weimarskiej przez Adolfa Hitlera i gen. Ericha Ludendorffa, zorganizowana w nocy z 8 na 9 listopada 1923 w Monachium przy pomocy bojówek partyjnych SA; zakończona rozwiązaniem Narodowosocjalistycznej Niemieckiej Partii Robotników (NSDAP) i skazaniem Hitlera na pięć lat więzienia.

## Zdarzenia poprzedzające
W Bawarii w kwietniu 1919, w trakcie rewolucji listopadowej, została na krótko utworzona socjalistyczna Bawarska Republika Rad. Ponieważ większość kierownictwa Bawarskiej Republiki Rad było pochodzenia żydowskiego, spowodowało to wywołanie w narodzie niemieckim skojarzenia, że bolszewizm i judaizm były zasadniczo czymś zbieżnym.
NSDAP powstała na fali niemieckiej frustracji po przegranej I wojnie światowej i mogła wzrastać tylko w atmosferze politycznej destabilizacji. Narodowi socjaliści wykorzystali nowy kryzys, wynikający z zajęcia w styczniu 1923 przez Francuzów i Belgów Zagłębia Ruhry, w związku z niewykonywaniem przez Republikę Weimarską postanowień traktatu wersalskiego. Zgodnie z traktatem wersalskim w tym regionie nie mogły stacjonować wojska niemieckie, dlatego Francuzi napotkali jedynie niewielki opór. Zagłębie było centrum niemieckiego przemysłu ciężkiego, dlatego okupacja spowodowała pogrążenie i tak już niedomagającej gospodarki kraju. Niemcy ogarnęły bardzo wysoka inflacja oraz bezrobocie i niemiecka gospodarka osiągnęła dno. W tym okresie jeden dolar amerykański kosztował 420 miliardów marek, w połowie listopada 1923 4,2 biliony marek. Wielu Niemców oczekiwało pojawienia się bohatera, silnego człowieka, który uratowałby kraj.
Bawaria, drugi co do wielkości (po Prusach) kraj związkowy Niemiec, była tradycyjnie konserwatywną częścią Niemiec. Lokalny bawarski rząd, złożony z członków różnych ugrupowań nacjonalistycznych, w początku lat 20. był silnie skonfliktowany z rządem centralnym w Berlinie, w którym wiodącą rolę odgrywali socjaldemokraci. Bawarscy politycy otwarcie opowiadali się za zniesieniem demokratycznych rządów. Rząd regionalny w Monachium działał właściwie samodzielnie, na własną rękę, ignorując rząd centralny. Atmosfera w Bawarii – podobnie jak w reszcie kraju – była burzliwa, a dodatkowo była pobudzana silnymi tendencjami separatystycznymi. Większość społeczeństwa Bawarii stanowili katolicy, którzy nie identyfikowali się z protestantami z północy i wielu z nich było przeciwnych zwierzchnictwu Berlina.

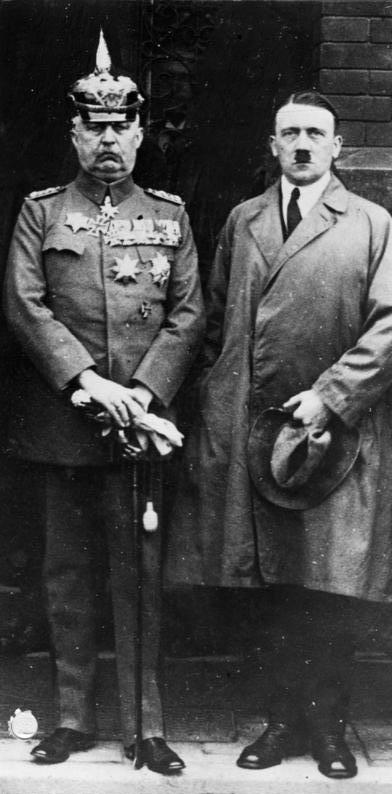
Erich Ludendorff i Adolf Hitler, 1924

W styczniu 1923 Hitler – ówcześnie mało znany polityk – przekonał władze Bawarii, aby pozwoliły zorganizować w Monachium zjazd pięciu tysięcy członków SA. Na tym wiecu wypowiedział się z nienawiścią przeciwko rządowi centralnemu, obalenie którego uważał za ważniejsze niż walkę z Francuzami w Zagłębiu Ruhry. Wiosną zaczął namawiać Ottona von Lossowa (dowódcę armii w Bawarii), aby wspólnie pomaszerować na Berlin, jednak bez powodzenia. Na 1 maja 1923, dzień zjazdu monachijskich socjalistów na Theresenwiese, Hitler zaplanował dużą demonstrację uzbrojonych oddziałów szturmowych, jednakże te, zgromadzone na Oberwiesenfeld, zostały przez von Lossowa rozbrojone i zmuszone do rozejścia się, a upokorzony Hitler, doznawszy ciężkiej politycznej porażki, poddał się von Lossowowi, wiedząc, że bez poparcia regularnej armii akcja nie przyniosłaby spodziewanych rezultatów. W związku z wydarzeniami z 1 maja prokuratura krajowa Monachium I wszczęła postępowanie, które poważnie zaniepokoiło Hitlera, jako że musiał się liczyć zarówno z nowym wyrokiem, jak i koniecznością odbycia zawieszonej kary 2 miesięcy więzienia. Bawarski minister sprawiedliwości Franz Gürtner nie chciał jednak podgrzewać atmosfery nowym postępowaniem przeciwko Hitlerowi, w związku z powyższym nakazał prokuraturze odłożyć sprawę do spokojniejszych czasów. 1 sierpnia 1923 zakończono postępowanie dowodowe, a 22 maja 1924 śledztwo umorzono. Jesienią 1923 roku Hitler i Hermann Göring (dowódca SA) ponownie próbowali namówić von Lossowa do wspólnej walki przeciw rządowi centralnemu. Hitler potrzebował choćby milczącego przyzwolenia niemieckich sił zbrojnych, czyli Reichswehry.
Latem 1923 r. Hitler potrzebował pieniędzy na sfinansowanie swego antyrządowego przewrotu. Jedną z jego wielbicielek była Helene Bechstein, żona znanego producenta fortepianów, która ofiarowała Hitlerowi luksusowe przedmioty i drogocenną biżuterię. Następnie Hitler złożył je jako zabezpieczenie papieru dłużnego. 2 września 1923 został założony Niemiecki Związek Walki (Deutscher Kampfbund), jednoczący SA i inne grupy paramilitarne (Bund Oberland; stowarzyszenie Reichsflagge), w celu obalenia rządu centralnego. Trzy tygodnie później, 25 września, Hitler objął polityczne kierownictwo związku. Po opublikowanym w prasie artykule atakującym prezydenta Niemiec Friedricha Eberta oraz dowódcę wojska (Reichswehra) Hansa von Seeckta minister wojska Otto Geßler nakazał zlikwidowanie struktur NSDAP. Rozkaz miał być wykonany przez żołnierzy dywizji bawarskiej, jednak jej dowódca, Otto von Lossow, odmówił wykonania rozkazu i został za to zwolniony ze stanowiska. Dodatkowo Gessler polecił von Lossowowi i Gustavowi von Kahrowi zakazanie wydawania nazistowskiej partyjnej gazety „Völkischer Beobachter”, czego obydwaj odmówili. Pozwolili Hitlerowi działać, w obawie przed odrodzeniem się niemieckiego komunizmu. Powszechnie pamiętano republikę rad jako rządy terroru. Rząd bawarski wydawał się bardziej przyjazny nazistom niż władze innych niemieckich krajów.

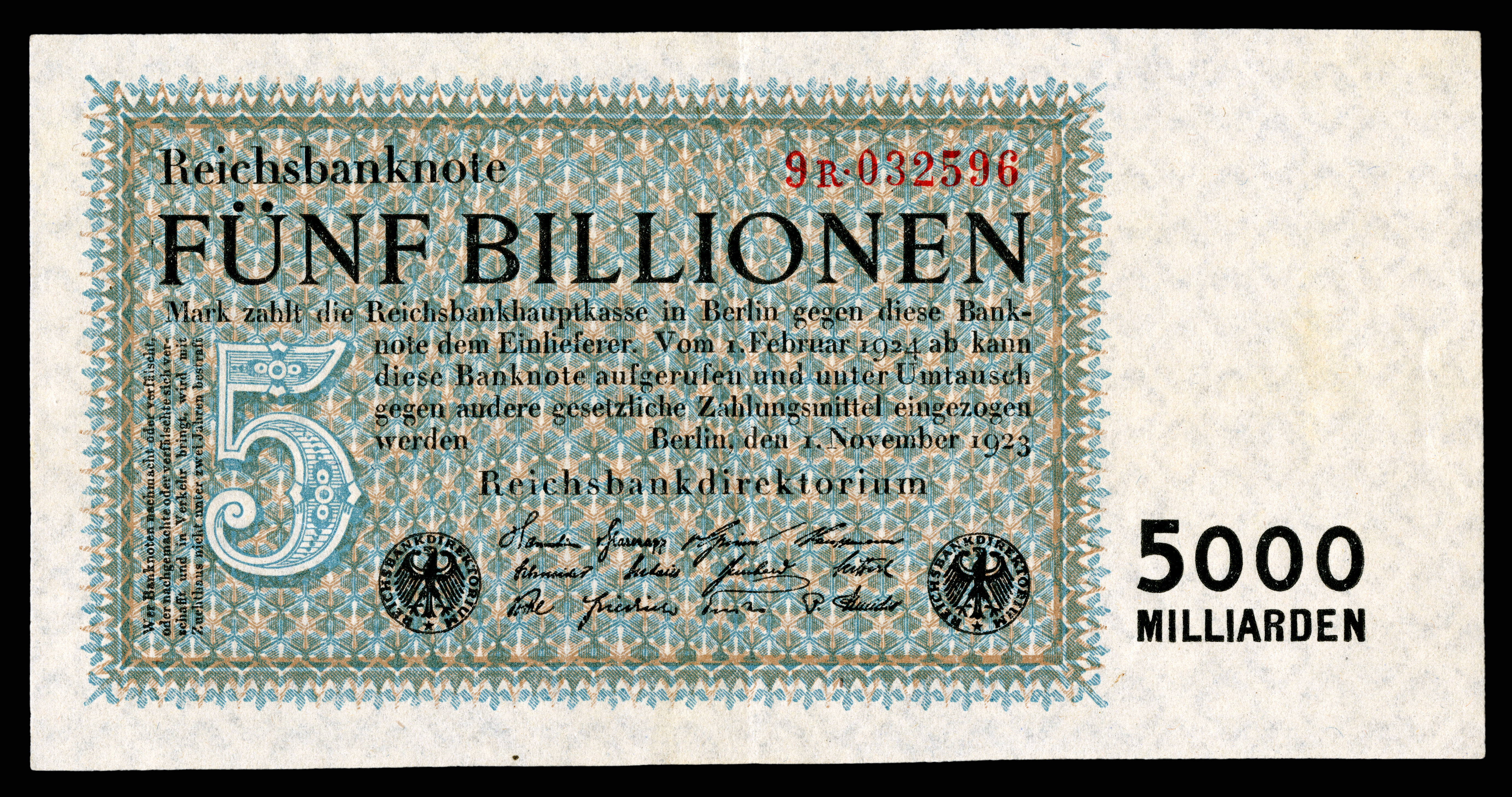
Banknot o nominale pięć bilionów marek z 1 listopada 1923

26 września 1923 rząd Bawarii ogłosił stan wyjątkowy i mianował von Kahra komisarzem generalnym (General-Staatskommissar) Bawarii, który zakazał wszelkich demonstracji. Von Kahr – ambitny patriota – planował z użyciem zbrojnych ugrupowań i Reichswehry pozbawienie berlińskiego, republikańskiego rządu władzy. Monarchistyczny triumwirat zdecydował o ogłoszeniu niepodległości Bawarii, na co rząd berliński domagał się wprowadzenia stanu wojennego. Von Kahr zignorował polecenia rządu centralnego, a dodatkowo uznał, że wojsko ma złożyć przysięgę na wierność rządowi bawarskiemu. Również Hitler, Hermann Göring, Ernst Röhm i inni skupieni w obozie narodowosocjalistycznym planowali obalenie rządu. Decyzja triumwiratu była zła dla Hitlera, ponieważ była przeciwieństwem jego idei – budowy silnej, zjednoczonej Rzeszy. Hitler chciał wyprzedzić ten niekorzystny bieg zdarzeń, planując z Röhmem opanowanie stolicy Bawarii przez oddziały paramilitarne na 11 listopada 1923. Oddziały miały przechwycić strategiczne punkty miasta, a von Kahr – wrogo nastawiony wobec rządu centralnego – nie mógłby zwrócić się do Berlina o pomoc wojskową. Byłby zmuszony uznać decyzje puczystów i współdziałać z nimi realizując przejęcie władzy w całym kraju. Hitler uznał, że nadarzyła się idealna okazja, aby zmusić rząd bawarski do obalenia rządu Republiki Weimarskiej. 30 października 1923 przemawiał do swych zwolenników w monachijskim cyrku „Krone”, przedstawiając perspektywę wywołania powstania.
Jeden bochenek chleba kosztował ponad bilion marek, a dramatyczny spadek siły nabywczej pieniądza zrujnował setki tysięcy Niemców. Apele o zrobienie w końcu porządku z nieudolną „gospodarką rządów parlamentarnych” stawały się coraz głośniejsze. Oddziały SA już od dawna czekały na możliwość działania. Hitler chciał wykorzystać istniejące napięcie w Zagłębiu Ruhry, które mogło zacząć opadać dzięki zmniejszanej hiperinflacji. Od kilku dni prowadził negocjacje z von Kahrem i von Lossowem, jednak obaj przejawiali ostrożność i brak zaufania do Hitlera. Gdy Hitler uznał, że sytuacja w Monachium osiągnęła odpowiednio wysokie napięcie, zaplanował na 10 listopada wielką manifestację w pobliżu miasta, która miała zapoczątkować przewrót. Następnie uznał, że wydarzenia trzeba przyspieszyć. Zbyt szybkie i chaotyczne przygotowania miały wkrótce zemścić się.

## Przebieg

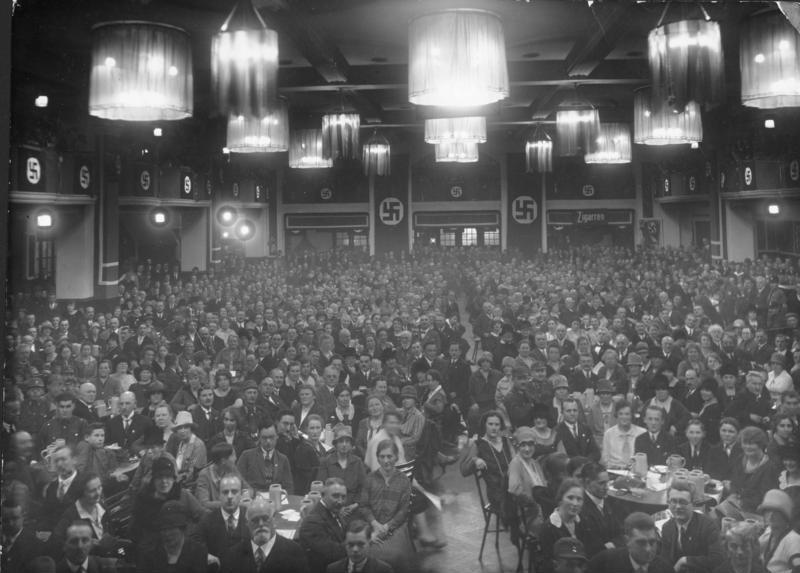
Wnętrze piwiarni Bürgerbräukeller, 1923

Grupa Hitlera zamierzała ubiec grupę von Kahra, dlatego termin musiał zostać skrócony do 8 listopada. Monachijskie gazety poinformowały, że tego dnia wieczorem w znanej, przestronnej monachijskiej piwiarni Bürgerbräukeller (obiekt mieścił około 1800 osób) na wielkim wiecu narodowych organizacji von Kahr zamierzał zapoznać publiczność z celami swojej polityki (programem rządu). Data nie była przypadkowa, 8 listopada 1918 ostatni niemiecki cesarz Wilhelm II Hohenzollern został zmuszony do abdykacji. Hitler obawiał się, że podczas tego zebrania komisarz von Kahr proklamuje niepodległość Bawarii i zwróci tron Wittelsbachom, do czego Hitler nie mógł dopuścić.
Grupa Hitlera starannie przygotowała pucz na pierwszą wyznaczoną datę. Oddziały mające w nim uczestniczyć zostały uzbrojone w pistolety, karabiny i granaty z tajnych magazynów w okolicach Monachium. Ruszyli ciężarówkami w kierunku Rosenheimer Strasse. Na wykonanie puczu było zdecydowanych wiele organizacji, jednostek oraz kompanii, które było gotowe do podjęcia działań wojskowych. Röhm, pod pretekstem nocnych ćwiczeń swego oddziału, oficjalnie zaopatrzył w broń 1500 członków monachijskiego SA. Dodatkowo było 125 żołnierzy Stosstrupp Adolf Hitler, 200 członków południowobawarskiej jednostki SA, 2000 członków bojówki Bund Oberland, dwie jednostki piechoty Reichskriegsflagge, w gotowości pozostawało 200 ochotników z organizacji bojowej Kampfbund München.
Organizatorzy wiecu von Kahra – by uniknąć posądzenia, że boi się obywateli Monachium – dla zabezpieczenia wiecu podjęli tylko najbardziej potrzebne środki bezpieczeństwa. Odpowiedzialnością za bezpieczeństwo spotkania obarczono nadkomisarza policji Herrmanna. Zebranie otworzył kupiec tabaczny Eugen Zentz, będący doradcą von Kahra. Nagle piwiarnia została obstawiona i zamknięta przez zwolenników Hitlera. Hitler przyjechał czerwonym mercedesem, ubrany w płaszcz. Göring w stalowym hełmie wysiadł z kabrioletu i wymachując szablą wbiegł bocznym wejściem. Trwało spotkanie Gustava von Kahra, Otto von Lossowa (miejscowego komendanta wojskowego), Hansa von Seißera (szefa policji) i licznych innych czołowych polityków narodowych. O dwudziestej trzydzieści, około pół godziny po rozpoczęciu spotkania na salę wkroczyli Hitler, Göring i dalsi naziści. Joseph Berchtold – dowódca Stosstrupp Adolf Hitler ustawił przy drzwiach piwiarni karabin maszynowy. Hitler wystrzelił z rewolweru w sufit, aby przerwać dyskusję i zwrócić uwagę na to, co miał do powiedzenia zebranym. Ogłosił, że sala została otoczona przez członków SA i że rozpoczęła się właśnie rewolucja narodowa. Dodatkowo skłamał, że jego ludzie zajęli koszary Reichswehry i policji, a żołnierze i policjanci przyłączyli się do puczu. Chwilę później, by uniknąć nieprzyjemnych incydentów, przybył generał Erich Ludendorff. W tym samym czasie Ernst Röhm i jego zwolennicy byli zebrani w piwiarni Löwenbräukeller, w innej części miasta. Czekali tam na rozkazy Hitlera, które dostarczył kurier: „Poród udany” – było to umówione hasło do wyruszenia. Następnie Röhm na czele grupy około 400 bojówkarzy SA przejął kontrolę nad kwaterą główną bawarskiej armii, w gmachu dawnego Ministerstwa Wojny. Budynek był niemal całkowicie pusty i został zajęty bez najmniejszych kłopotów. Zadaniem Röhma było zorganizowanie w gmachu „kwatery głównej” dla generała Ludendorffa (Hitler mianował Ludendorffa dowódcą niemieckich sił zbrojnych). Rano Röhm rozkazał przygotować budynek do obrony. Nie udało im się jednak zająć centrali telefonicznej, budynków rządowych i koszar.

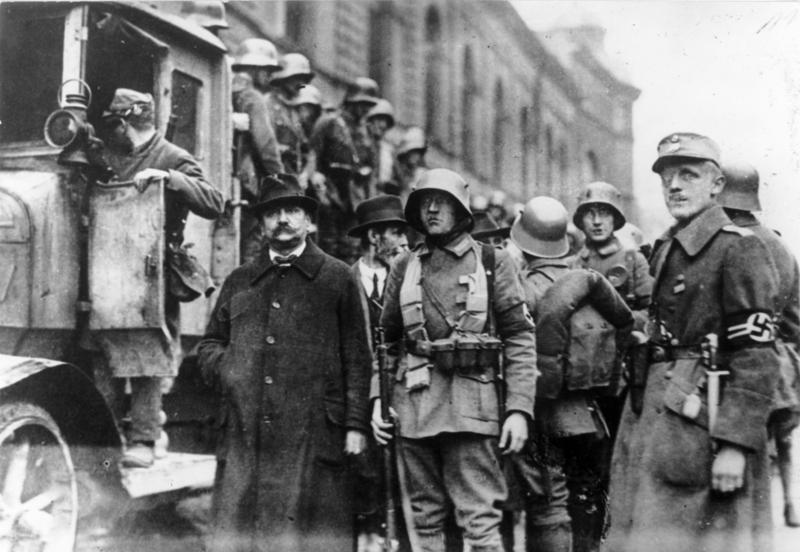
Bojówkarze SA z aresztowanym socjalistycznym radnym, 9 listopada 1923

Hitler poprosił triumwirat złożony z von Kahra, von Lossowa i von Seißera na rozmowę do mniejszej bocznej salki, zaś w tym czasie Göring wygłosił mowę do zgromadzonych. Uzbrojonemu Hitlerowi dość szybko udało się przekonać triumwirat do przystąpienia do rewolucji. Hitler oświadczył zebranym, że rząd Rzeszy został rozwiązany, a na czele nowego staje on sam – kanclerz Hitler, Ludendorff jako szef Reichswehry, von Lossow jako minister obrony Rzeszy i von Seißer jako minister policji Rzeszy. Zadaniem nowego rządu będzie skupienie w jednej ręce wszystkich sił Rzeszy oraz marsz na Berlin i ratowanie narodu niemieckiego. Rudolf Hess – wymachując pistoletem – odczytał z listy obecnych nazwiska osób, które miały zostać zatrzymane w celu przesłuchania i osądzenia. Pozostali mogli opuścić piwiarnię. Puczyści byli już przekonani, że przewrót powiódł się i dowodzenie na miejscu przejął Ludendorff, który wypuścił na słowo von Kahra, von Lossowa i von Seißera. Morale puczystów wzrosło, gdy kadeci ze szkoły piechoty opanowali trzy główne piwiarnie. Zadaniem Hessa było uwięzienie premiera rządu bawarskiego oraz kilku jego ministrów i wywiezienie ich samochodem do upatrzonego domu (willi wydawcy J.F. Lehmanna w Großhesselohe). Dodatkowo miało zostać uwięzionych pięćdziesięciu żydowskich zakładników, których nazwiska wyszukano w książce telefonicznej. Naziści ograbili kasę zakładów graficznych i wypłacili żołd członkom SA.
Uwolniony von Lossow telefonicznie zażądał wsparcia wszystkich wiernych rządowi oddziałów z okolic Monachium. Von Kahr o 2:55 w nocy drogą radiową odżegnał się również od udziału w puczu. W tajemnicy przed Hitlerem i Ludendorffem, zmobilizował siły przeciwko nim. Tej samej nocy von Kahr nakazał druk plakatów (i rozmieszczenie ich w Monachium), w których ogłosił rozwiązanie partii narodowych socjalistów, organizacji Oberland i Reichskriegsflagge. Puczystom nie udało zająć się budynków prezydium policji ani budynków rządowych przy Maximilianstraße. Gdy generał von Lossow wrócił do swojej siedziby, tam czekał na niego rozkaz z Berlina stłumienia przewrotu. Publicznie oświadczył, że został zmuszony siłą do opowiedzenia się po stronie Hitlera, a żołnierze von Lossowa otoczyli miasto. Hitler otrzymał bolesny cios; nie chciał występować przeciwko wojsku, ale razem z nim pójść na Berlin. Zamierzał na wzór włoskich faszystów pod wodzą Mussoliniego (marsz na Rzym z 1922 roku) przejąć kontrolę nad zgromadzonymi w Bawarii wojskami i wraz z połączonymi bojówkami antydemokratycznymi poprowadzić je na Berlin, aby tam objąć władzę. Jeśli udało się to tak łatwo i bezkrwawo włoskim faszystom, dlaczego nie miałoby udać się im? Hitler sądził, że szybko otrzyma poparcie społeczeństwa, jednak pomylił się. W tej sytuacji Ludendorff zasugerował zajęcie centrum Monachium. Hitler miał jeszcze nadzieję, że zdoła wzniecić swą nazistowską rewolucję i uniknąć porażki. Von Kahr przeniósł rząd krajowy do Ratyzbony, co potwierdziło, że poprzedni rząd pozostał u władzy oraz kierował pacyfikacją puczu. Rano do Bürgerbräukeller dotarł brytyjski korespondent gazety „The Times”.

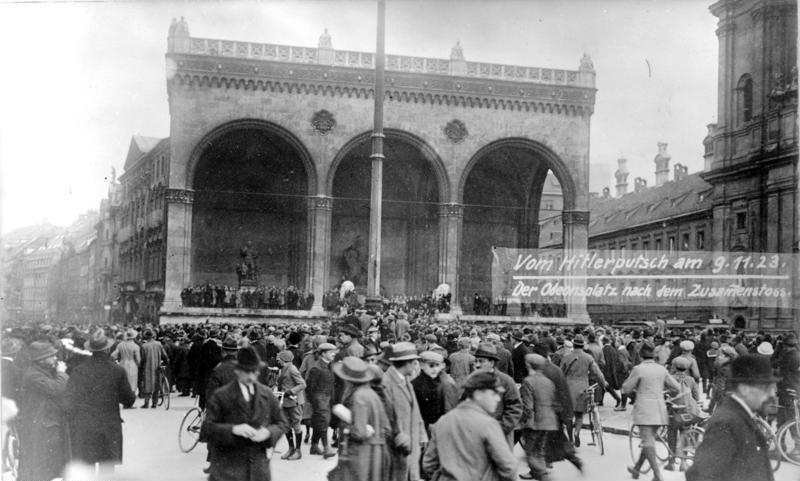
Odeonsplatz tuż po puczu, po lewej Residenzstrasse, w środku Feldherrnhalle

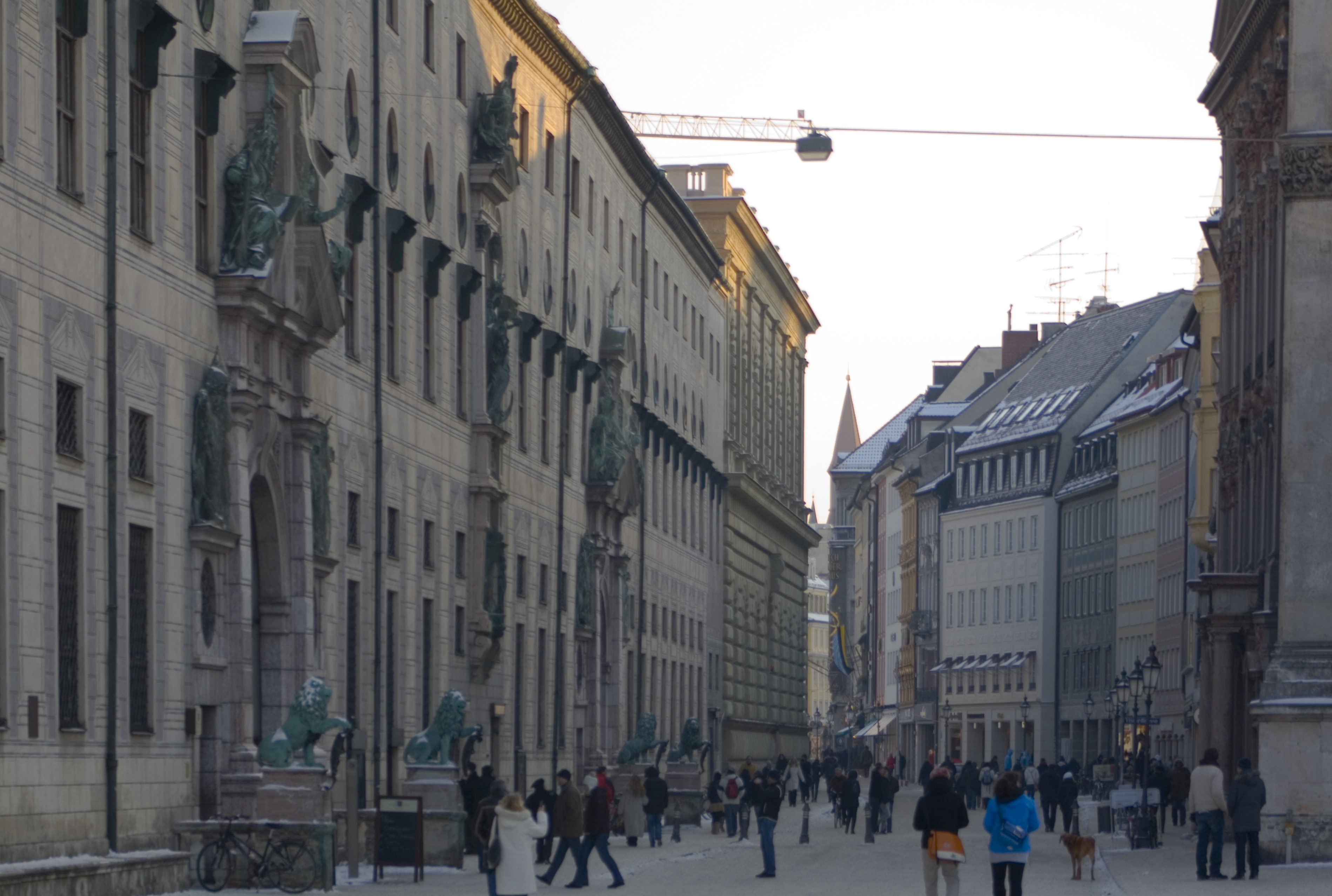
Residenzstrasse przy Odeonsplatz współcześnie

Rankiem 9 listopada 1923 częściowo uzbrojony tłum (2000-3000 osób) opuścił Bürgerbräukeller i pod wodzą Hitlera oraz Ludendorffa przemaszerował przez zaśnieżone centrum miasta, aby zyskać wsparcie obywateli. Hitler uważał, że żaden żołnierz ani policjant nie odważy się podnieść broni na generała, a dodatkowo najpewniej przyłączą się do marszu. W jego opinii policja monachijska nie odważyłaby się zatrzymać takiej masy ludzi. Na początku kolumny jechała ciężarówka wioząca szturmowców z karabinami maszynowymi. Göring dopilnował, by po drodze wzięto kilku zakładników. Kolumna nazistów sforsowała policyjną blokadę ustawioną na moście Ludwiga. Göring po prostu poszedł do dowódcy policjantów i poinformował, że mają zakładników – w tym ministrów, którzy zostaną rozstrzelani w razie zatrzymania marszu. Szturmowcy rozbroili policjantów. Gdy Hitler i Ludendorff dowiedzieli się, że armia wystąpiła przeciwko Röhmowi i bojówkarzom, ruszyli z pomocą. Szli ze śpiewem na ustach, w trzech rzędach. Jacyś pojedynczy widzowie wznosili jeszcze okrzyki aplauzu, jednak większość szydziła z puczystów. Byli już blisko budynków rządowych i monachijskiej Feldherrnhalle przy Odeonsplatz, lecz w uliczce Residenzstrasse prowadzącej do placu natknęli się na policyjny kordon, blokujący drogę na plac. Policjanci byli wyposażeni w ciężkie karabiny maszynowe i samochód pancerny. Hitler rozkazał policjantom złożyć broń, co zignorowali. Przed puczystów wystąpił Ulrich Graf i zwrócił się do policjantów: „Nie strzelajcie! Nadchodzą jego ekscelencja Ludendorff oraz Hitler”. Następnie padł pierwszy strzał. Zginął Max Erwin von Scheubner-Richter (1884–1923), który upadając przewrócił Hitlera i wywichnął mu bark. Hitler myślał, że również został trafiony i uciekł. Inni maszerujący również rzucili się do ucieczki. Ostatecznie przemarsz został krwawo wstrzymany przez policję. Zostali postrzeleni bojówkarze, którzy osłaniali Hitlera; on sam jednak uniknął trafienia. Göring został poważnie postrzelony w pachwinę i upadł na ulicy. Szturmowcy przenieśli go do pobliskiego domu, gdzie został prowizorycznie opatrzony i przechowany. Gdy główni przywódcy zostali ranni, aresztowani lub uciekli, pochód nazistów rozpierzchł się. W czasie walki zginęło czterech policjantów oraz zastrzelono szesnastu bojówkarzy. Bojówkarze SA aresztowali przedstawicieli mniejszości żydowskiej, radnych lewicy oraz zdemolowali redakcję pisma o profilu socjaldemokratycznym („Münchener Post”). Dopiero po zniszczeniu redakcji i maszyn drukarskich przyszło polecenie Hitlera, by oszczędzić wydawnictwo, gdyż Hitler chciał je przejąć dla gazety narodowosocjalistycznej. Pod Ministerstwem Wojny również doszło do strzelaniny, w której zostało zabitych dwóch SA-manów. Z wielkim zaangażowaniem udział w puczu wziął Hess, który w górach – w pobliżu Tegernsee – przetrzymywał jako zakładników dwóch ministrów bawarskiego rządu (m.in. ministra rolnictwa Johanna Wurzelhofera (1871-1939)), nieprzychylnych nazistom. Kiedy dotarła wiadomość o rozgromieniu przewrotu zwolnił ministrów, a sam przedostał się przez granicę austriacką i uniknął aresztowania. Berchtold po puczu również uciekł do Austrii. W puczu wzięli udział m.in. Julius Schreck, Wilhelm Frick, Hans Frank, Emil Maurice, Alfred Rosenberg, Gregor Strasser. Ostatecznie operetkowo zrealizowany pucz nie wyszedł poza śródmieście Monachium.

## Po puczu

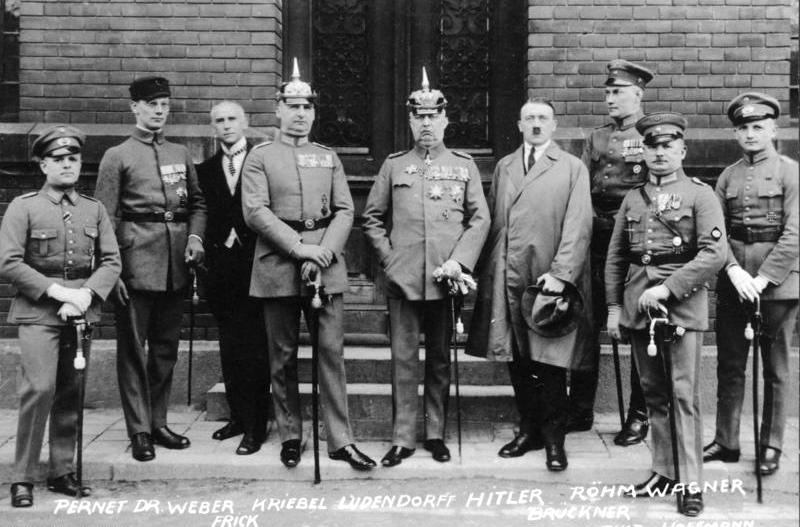
Uczestnicy puczu w czasie ich procesu, 1 kwietnia 1924

Jeszcze tego samego dnia Ludendorff został pojmany, zaś ukrywający się w Uffing Hitler 11 listopada 1923 został zabrany z domu bliskiego przyjaciela Ernsta Hanfstaengla. Tuż przed aresztowaniem Hitler próbował popełnić samobójstwo, ale żona Hanfstaengla wytrąciła mu broń z ręki. Hitler został zatrzymany w sypialni, ubrany w piżamę, do której przypiął swoje dwa Krzyże Żelazne. Ludendorff został umieszczony w strzeżonej rezydencji. Aresztowany został również Heinrich Himmler. Ranny Göring został wieczorem potajemnie zabrany z tymczasowego schronienia i dotarł do kliniki znajomego. Von Lossow wydał nakaz jego aresztowania. Göring błagał swoją żonę Carin, by uratowała go przed uwięzieniem. Z Garmisch, w pobliżu austriackiej granicy, przyjechali znajomi i zabrali go do swojego domu, jednak zabrudzona rana nie chciała się wygoić. Carin próbowała wywieźć Göringa do bezpiecznej Austrii, co nie udało się i został aresztowany. Został umieszczony pod ochroną strażników w szpitalu w Garmisch i dał policji słowo honoru, że nie będzie próbował nadal uciekać. Ostatecznie z pomocą sympatyków został przetransportowany samochodem z łóżka szpitalnego do granicy z Austrią, którą przekroczył posługując się fałszywym paszportem. Transportujący go ludzie udawali policjantów, którym wydano rozkaz zabrania go, dzięki czemu uniknął aresztowania i więzienia (wrócił do Niemiec po ogłoszeniu w 1926 roku amnestii).
15 listopada 1923 na terenie Niemiec został wprowadzony nowy pieniądz, marka rentowa, co ustabilizowało sytuację gospodarczą kraju. Jedna nowa marka stanowiła równowartość jednego biliona dawnych marek (1 000 000 000 000 do 1). Samego Hitlera ludzie oskarżali o tchórzostwo. Razem z wieloma nazistowskimi towarzyszami został umieszczony w więzieniu w Landsbergu. Od dnia jego aresztowania były organizowane coraz liczniejsze manifestacje prohitlerowskie, jednak Hitler myślał o samobójstwie, aby uniknąć plutonu egzekucyjnego. Za podobne przestępstwo była przewidziana kara dożywotniego więzienia lub kara śmierci. Bawarski rząd intensywnie i skutecznie starał się o przeniesienie procesu z Trybunału Rzeszy w Lipsku, do Sądu Ludowego w Monachium.

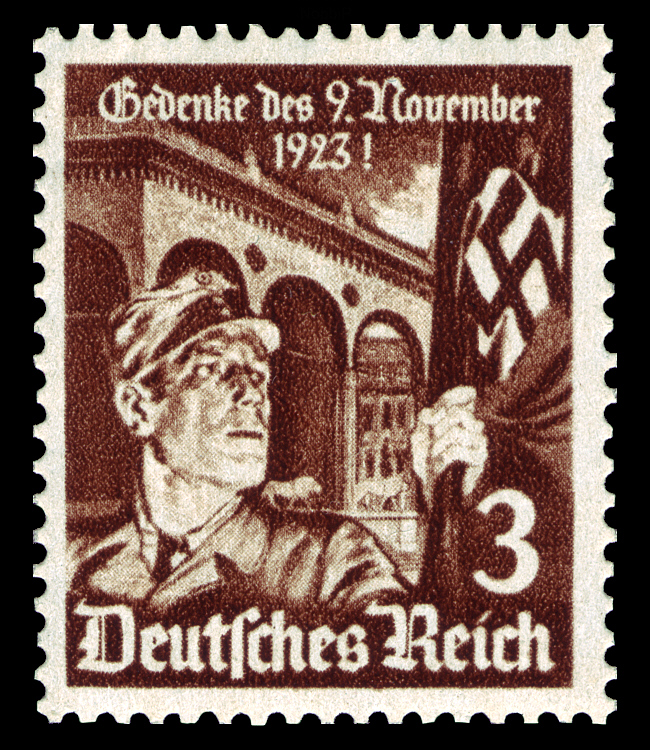
Niemiecki propagandowy znaczek pocztowy z 1935, upamiętniający pucz

Ludendorff, ubrany w galowy mundur i udekorowany wszystkimi odznaczeniami, codziennie przyjeżdżał do sądu swoją limuzyną. Hitlerowi zezwolono na występowanie we własnym ubiorze, zamiast w więziennym. NSDAP została zakazana (zdelegalizowana) w większości niemieckich landów, zaś po rozpoczęciu się 26 lutego 1924 procesu, 1 kwietnia 1924 Hitler został skazany przez bawarski trybunał pod przewodnictwem Georga Neithardta za zdradę na pięć lat uwięzienia w twierdzy (o łagodnym rygorze), z możliwością zwolnienia warunkowego po sześciu miesiącach oraz grzywnę w wysokości 200 marek w złocie. Hitler zdominował proces swoimi rozwlekłymi przemówieniami. Generał Ludendorff jako bohater I wojny światowej został uniewinniony. Oświadczył w sądzie, że był nieświadomym uczestnikiem wydarzeń. Röhm aresztowany po puczu, został skazany na piętnaście miesięcy więzienia, ale uzyskał zwolnienie krótko po wyroku (jednak został wydalony z Reichswehry i poddany nadzorowi kuratora). Gdy zapadły bardzo niskie wyroki dla puczystów, Hess postanowił poddać się sprawiedliwości. W maju 1924 oddał się dobrowolnie w ręce władz i został aresztowany. Zdawał sobie sprawę, że nie zostanie potraktowany bardziej surowo niż Hitler. Puczyści zostali skazani na stosunkowo łagodną formę odbywania kary – Festungshaft, uważaną za honorową, zwykle zarezerwowaną dla tych, którzy „działali ze szlachetnych pobudek”. Sąd stwierdził, że działaniami oskarżonych kierował „duch czystego patriotyzmu i najszlachetniejsza wola”. Spośród uwięzionych 216 puczystów sądy skazały około 40.

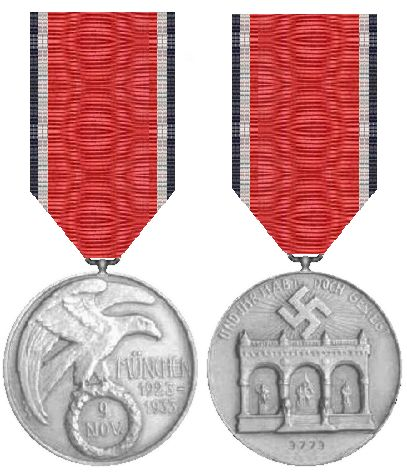
Order Krwi – medal ustanowiony przez Adolfa Hitlera w 1934 roku dla uczestników puczu monachijskiego

Włoski pucz powiódł się, ponieważ zaistniał w zupełnie innych warunkach. We Włoszech partia faszystowska liczyła 700 tys. członków, których popierał Kościół i większość Włochów, którzy po dwóch latach strajków oraz wobec groźby komunistycznej rewolty chcieli bezpieczeństwa i stabilności; byli gotowi oddać władzę silnemu przywódcy. Partia Hitlera miała znacznie mniej członków, w dodatku jej bojówki kojarzono głównie z bijatykami, a nie z chęcią przywrócenia gospodarczej i społecznej stabilności. Okupacja Zagłębia Ruhry niosła zagrożenie dla państwa od zewnątrz. Dodatkowo przesunięcie terminu koncentracji nazistowskich oddziałów (10 listopada) i ataku (11 listopada) wprowadziło ogromne zamieszanie. Nie zostały wydane rozkazy zajęcia strategicznych obiektów i zablokowania łączności telefonicznej oraz telegraficznej, co pozwoliło przeciwnikom na zorganizowanie przeciwdziałań. Duża część oddziałów puczystów w ogóle nie weszła do akcji, bo zostały powiadomione zbyt późno. Ponadto Hitler w ogóle nie opracował wariantu postępowania w razie, gdyby triumwirat nie podjął z nim współpracy.

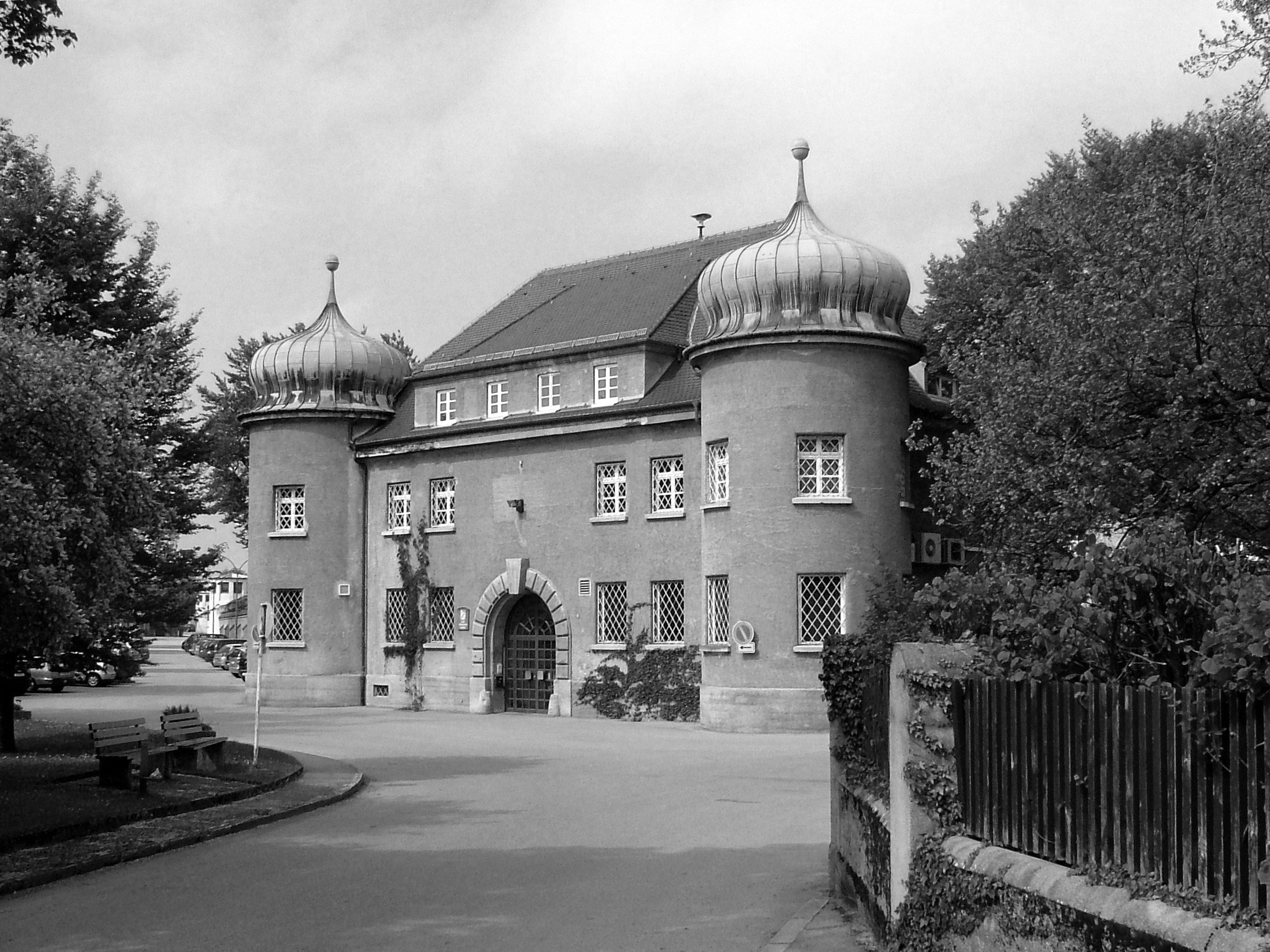
Więzienie Landsberg

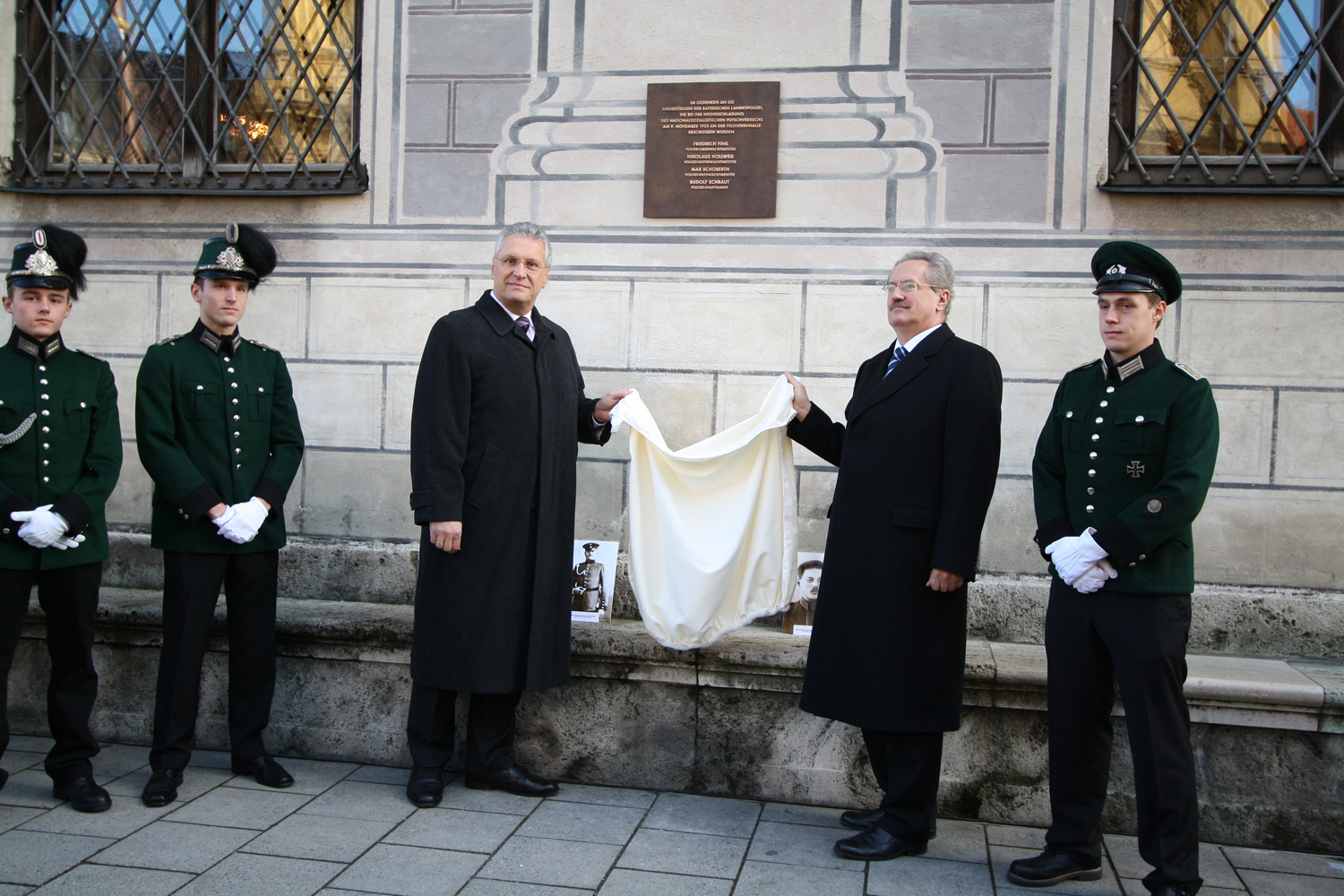
Przedstawiciele niemieckich władz w 2010 roku oddają hołd niemieckim policjantom poległym w akcji przeciwko puczowi

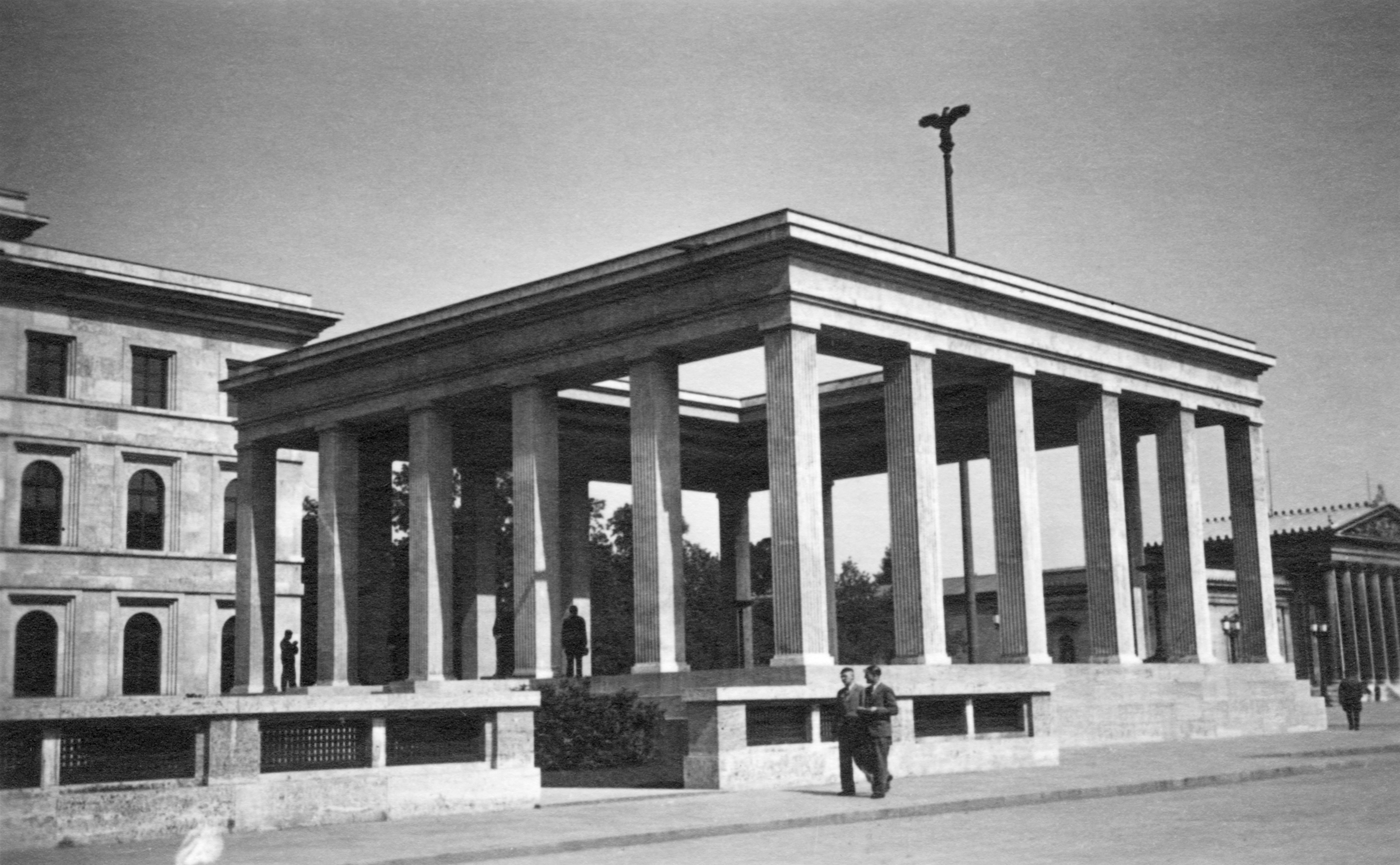
Ehrentempel, ok. 1937 r.

W więzieniu Hitler miał zapewnione wyjątkowe warunki, m.in. bardzo liczne odwiedziny. Wszystko wskazywało na to, że nastąpił koniec Hitlera i jego zwolenników, jednak dzięki zamachowi Hitler zdobył sławę. Twierdził, że próbował ocalić naród z tragicznej sytuacji.
Hitler podczas odbywania kary w Landsbergu napisał pierwszą część swojej książki Mein Kampf (Moja walka), z pomocą towarzyszącego mu w więzieniu Rudolfa Hessa. 20 grudnia 1924 Hitler opuścił więzienie. Bawarski prokurator państwowy wniósł sprzeciw wobec wcześniejszego zwolnienia warunkowego, jednak Sąd Najwyższy Bawarii utrzymał je w mocy. Hitler wyciągnął odpowiednie wnioski z puczu monachijskiego i od tej pory naziści próbowali zdobyć władzę działając w zakresie systemu demokratycznego (→rząd Adolfa Hitlera). Uznał, że opcja siłowa w przypadku tak małego ruchu politycznego, którego centrum na dodatek znajdowało się w Bawarii, nie miała szans. Jednocześnie próba przewrotu i umiejętnie wykorzystany propagandowo proces uczyniły z nieznanego szerzej Hitlera postać znaną w całych Niemczech, co ułatwiło późniejszą rozbudowę NSDAP. Klęska puczu uczyniła jednak z Hitlera bohatera i męczennika. Nieustraszonego przywódcę, który nie uciekł, lecz został ranny w trakcie wycofywania się z pola walki. Hess, skazany na osiemnaście miesięcy pozbawienia wolności z przewidywanym zawieszeniem pięciu szóstych okresu kary, opuścił więzienie 1 stycznia 1925. W lutym 1925 Hitler zaczął odbudowywać NSDAP, jednak w niemal całych Niemczech miał zakaz publicznego przemawiania.
Hitler, jako obcokrajowiec (obywatel Austrii), po zwolnieniu z więzienia obawiał się deportacji z Niemiec, jednak ocalił go przed nią jego Krzyż Żelazny – odznaczenie z I wojny światowej; twierdził, że był Niemcem. Władze Austrii oświadczyły, że nie wpuszczą go na swoje terytorium, bo utracił obywatelstwo służąc w obcej armii podczas wojny. 7 kwietnia 1925 zrzekł się obywatelstwa austriackiego i stał się bezpaństwowcem.
W 1926 roku podczas kongresu NSDAP w Weimarze miało miejsce uroczyste przekazanie SS sztandaru krwi, który był niesiony podczas puczu i został wówczas zakrwawiony. Stopniowo (w latach 1927–1928) cofnięto Hitlerowi zakazy przemawiania, głównie dlatego, że wydawał się już niegroźny. Liczba członków partii nazistowskiej wzrosła w 1928 roku do około 100 tys. 8 i 9 listopada 1933 roku narodowi socjaliści, którzy właśnie doszli do władzy uczcili po raz pierwszy w historycznym miejscu pamięć poległych kolegów. Od tej pory spotykali się co roku w Bürgerbräukeller. Poległych wystylizowano na „krawawe ofiary Ruchu” i uczyniono z nich męczenników. W 1935 roku został oddany w Monachium zespół Ehrentempel („Świątynia honoru”), upamiętniający pucz; w 1947 roku został zniszczony przez armię USA w ramach denazyfikacji. Gustav von Kahr został zamordowany na rozkaz Hitlera w czasie nocy długich noży (30 czerwca 1934). 7 listopada 1938 Herschel Grynszpan, polski Żyd postrzelił Ernsta vom Ratha, urzędnika niemieckiej ambasady w Paryżu. Vom Rath zmarł 9 listopada 1938, w „święty” dzień nazizmu, co uruchomiło pogromy nocy kryształowej.